# Burgruine Hieburg
Die Hieburg ist die Ruine einer Hangburg im Ortsteil Rosental der Marktgemeinde Neukirchen am Großvenediger im Oberpinzgau des österreichischen Bundeslands Salzburg. Umgeben vom angrenzenden Wald, liegt sie kurz vor dem Aufstieg des Gerlospasses und ist ein beliebtes Ausflugsziel.

## Geschichte
Ursprünglich Mairhofen genannt, wurde die Burg zum Ende des 13. Jahrhunderts hin in ihren Grundzügen errichtet und erstmals 1290 über ihren Besitzer Walter von Neukirchen urkundlich erwähnt. Es handelt sich vielleicht um Lehensmänner der Grafen von Frontenhausen bzw. der Grafen von Falkenstein zu Kaprun. Bis 1297 ließ ihr zweiter bekannter Besitzer, Friedrich von Velben, sie zu einer starken Feste mit hölzernem Nebenbauten (Gezimmer) und einer hohen Ringmauer ausbauen.
1544 traf ein Blitz die Anlage, woraufhin ein Teil der Burg zerstört, später aber wiederhergestellt wurde. Nach weiteren Bränden und zweifachem Besitzerwechsel erklärte sie Christoph von Küenberg 1620 als abgekommen, und nachdem die Burg 1661 erneut einem starken Brand zum Opfer fiel, überließ man sie dem gänzlichen Verfall.
1944 wurde durch eine amerikanische Bombe im Zweiten Weltkrieg die Südwestmauer zerstört. Die Ostmauer stürzte 1958 ein. Seit März 2009 ist das Betreten der Burgruine wegen Einsturzgefahr verboten.
Reste eines Nebengebäudes (Palas?), einer möglichen Burgkapelle, der Ringmauer und des Bergfrieds mit seinem elf mal elf Meter messenden Grundriss sowie die Spuren des einstigen Burggrabens sind noch erhalten.

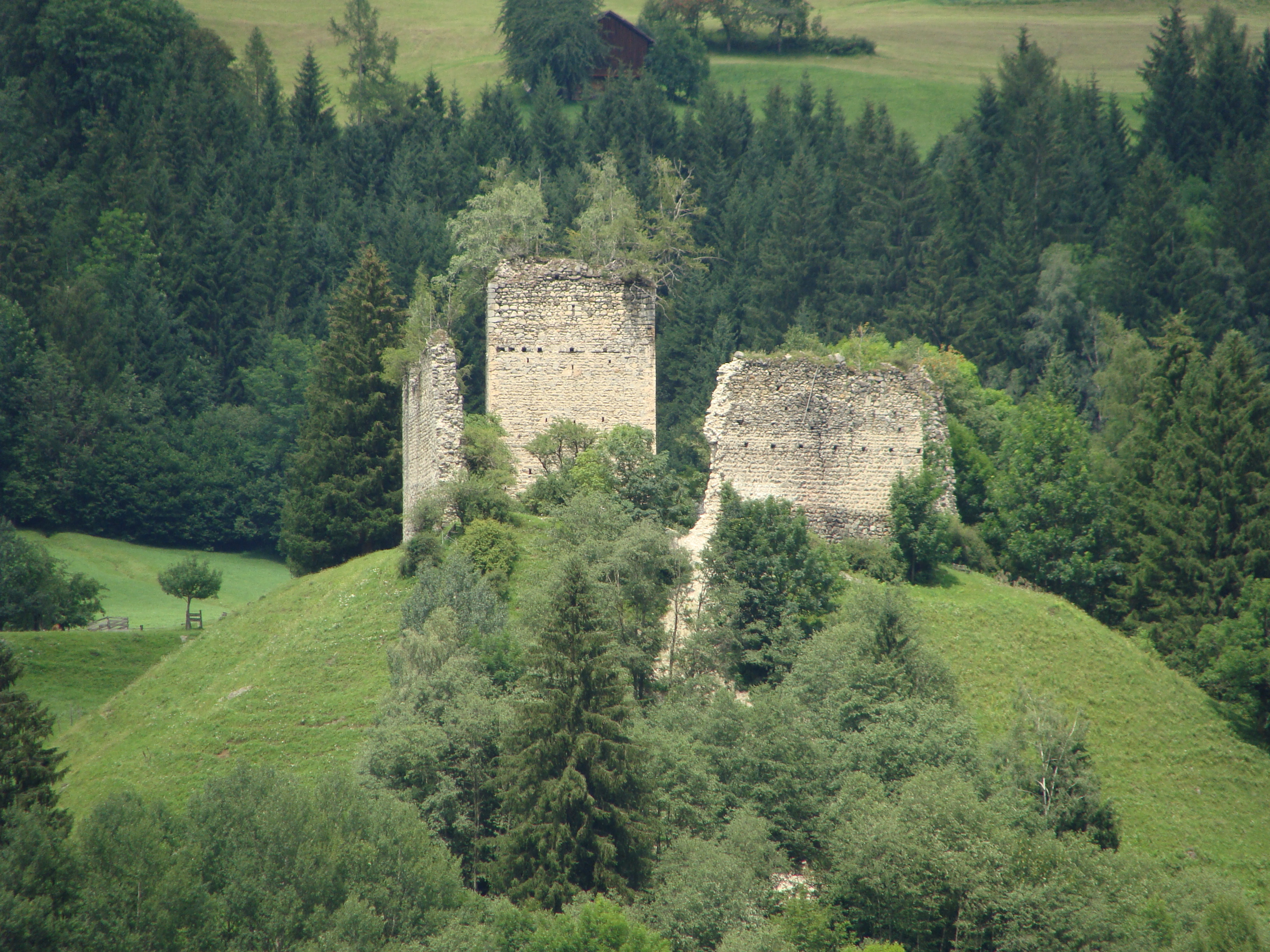
Gesamtansicht
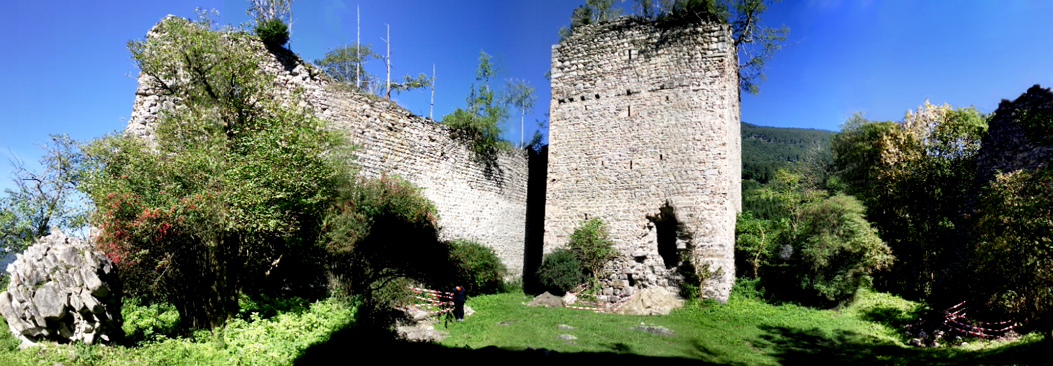
Blick aus dem Inneren der Burg nach Norden
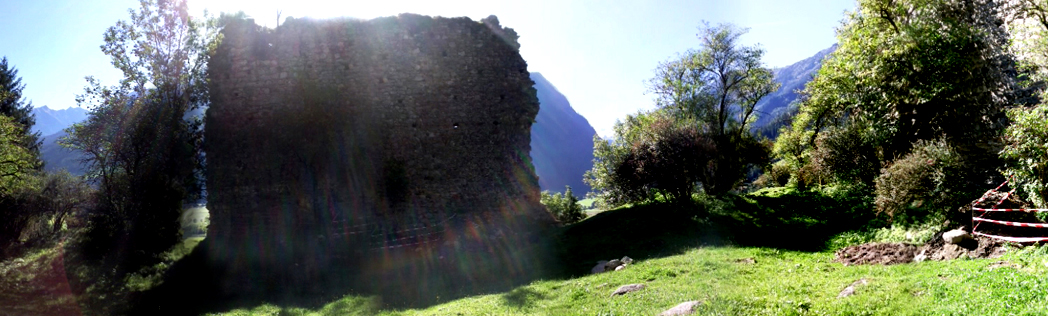
Blick aus dem Inneren der Burg nach Süden
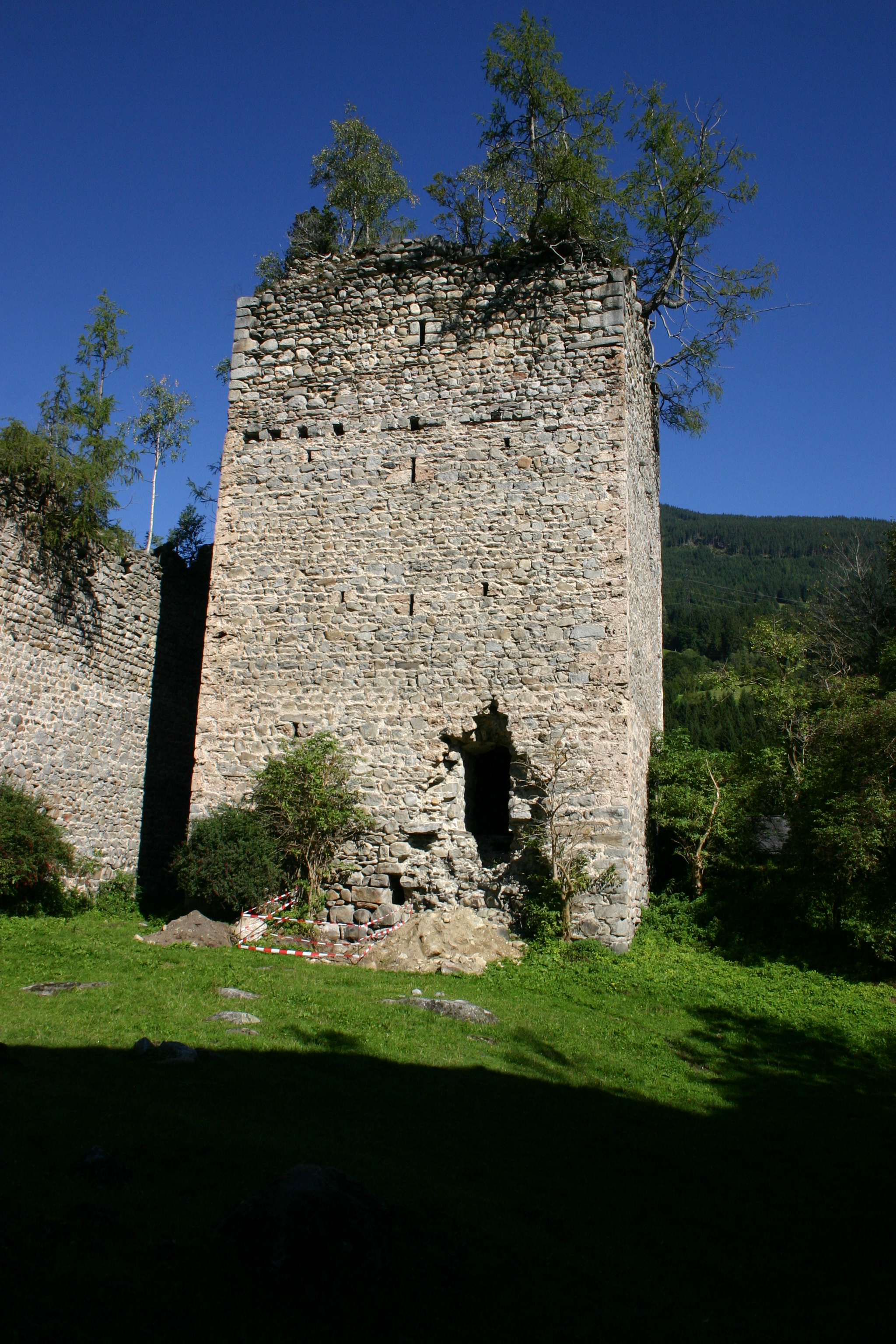
Der Bergfried der Burg
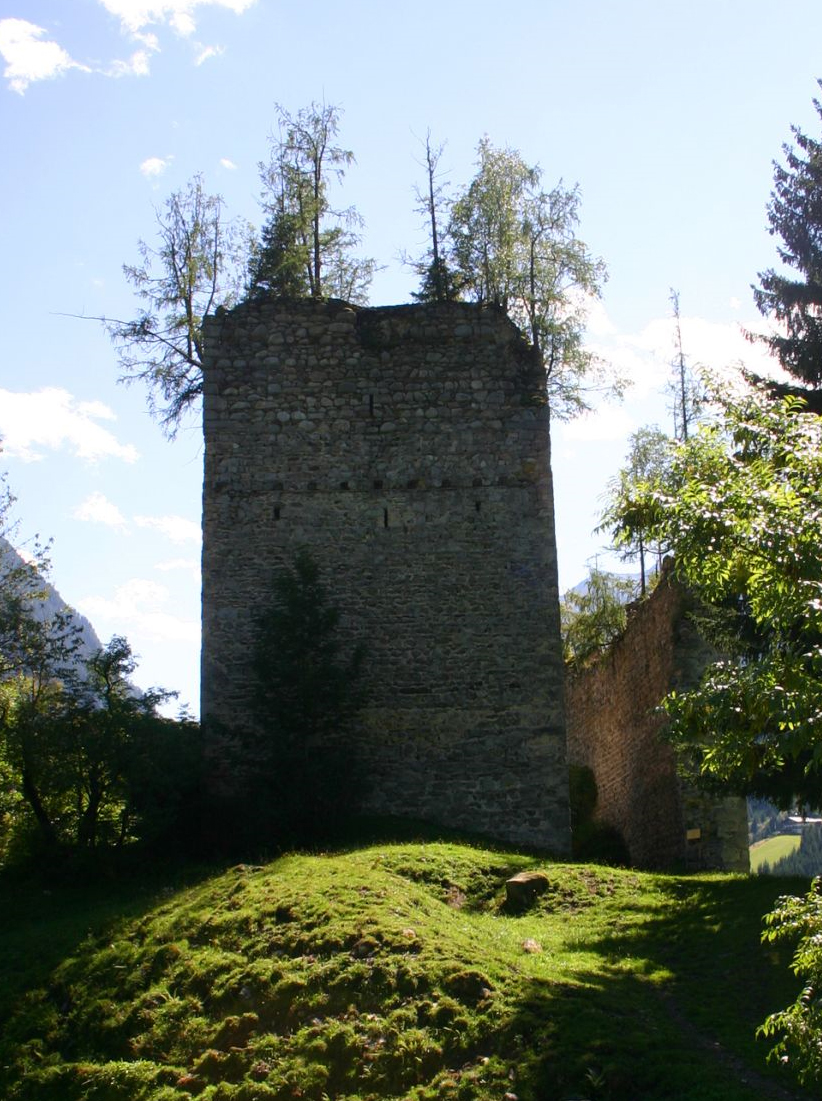
Die Hieburg vom einfachsten Zugang von Norden
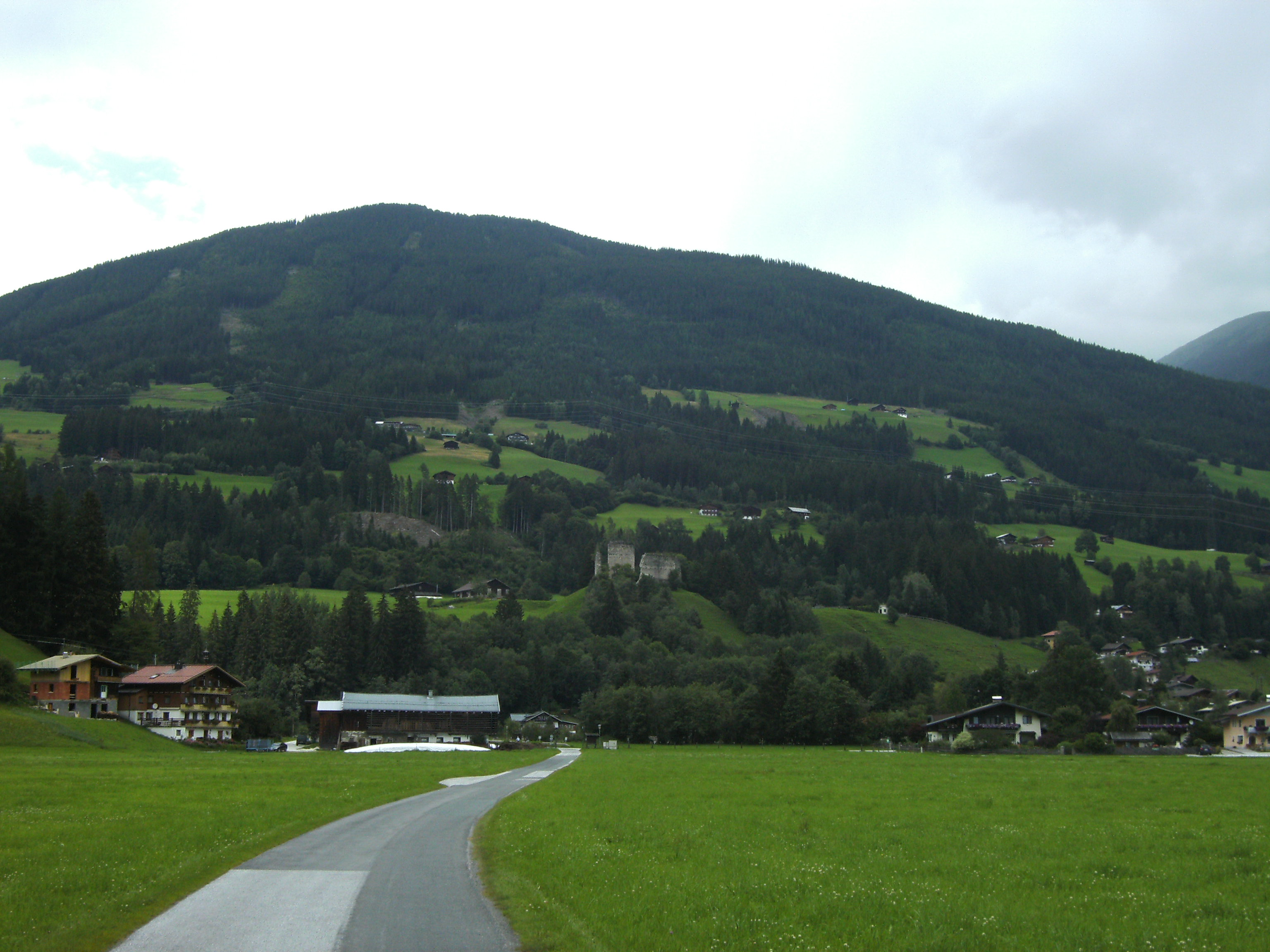
Burgruine Hieburg von Scheffau aus
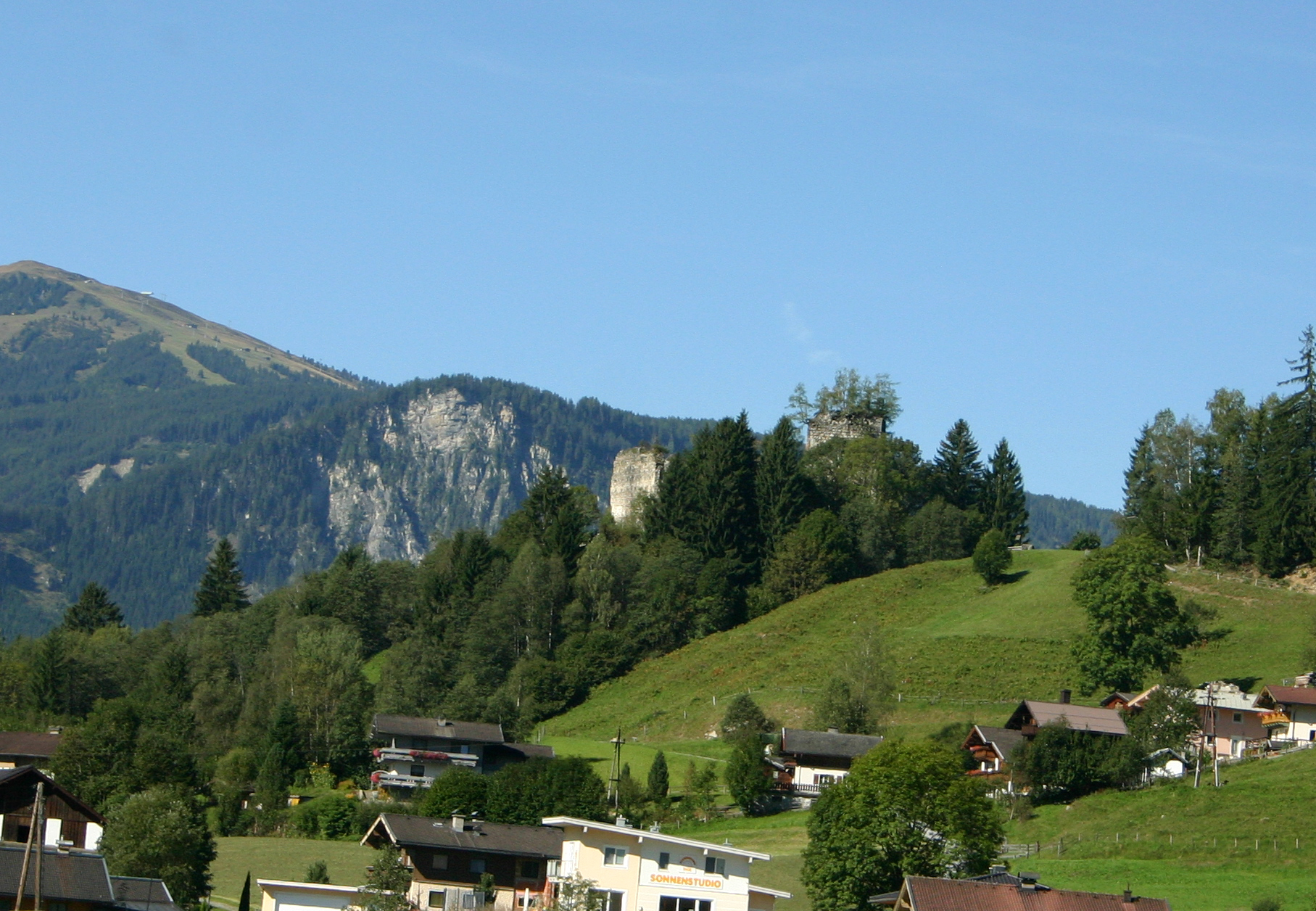
Hieburg aus der Ferne